# Ernest Corominas
Ernest Corominas i Vigneaux (Barcelona, 1913 – 24 de janeiro de 1992) foi um matemático hispano-francês.
Estudou arquitetura e matemática na Universidade de Barcelona, obtendo o diploma em 1936. Foi oficial de engenharia no Exército Republicano Espanhol durante a Guerra Civil Espanhola. Em 1939 fugiu para a França, seguindo depois para a América do Sul em 1940. Após trabalhar durante seis meses como arquiteto no Chile, foi para a Argentina, onde Julio Rey Pastor lhe ofereceu um cargo de professor na Universidade de Buenos Aires.
Corominas retornou para a Europa, onde obteve um doutorado na Universidade de Paris em 1952, orientado por Arnaud Denjoy. Lecionou então em Barcelona, na Universidade de Princeton e na Universidade Central da Venezuela, antes de stabelecer-se na Universidade de Lyon. Em 1966 tornou-se cidadão francês.